# Боанн
Боанн (давньоірл. Boann, Boand, у перекладі — «жінка білих корів» або «сяюча корова») — в ірландській міфології богиня й уособлення річки Бойн. Боанн вважається предком усіх ірландських корів, а крім того вона, ймовірно, є кельтським (ірландським) еквівалентом індоєвропейських божеств — повелителів корів. Також Боанн є богинею знання; зокрема, припускають, що її ім'я у перекладі означає водночас «білий колір» і «знання». Крім того, Боанн асоціюється із достатком, добробутом і процвітанням, а загалом в ірландській міфології річки вважаються джерелами родючості. Недаремно одне з її означень — «завжди повна», яке також можна потрактувати як «завжди повноводна» (давньоірл. bith-lan).

## Міфологічні сюжети
Один із міфів про Боанн пов'язаний із відомим тумулусом Ньюгрейндж (його ще називають «палацом Боанн»), який розташований поблизу річки Бойн. Саме у цьому місці, поки Боанн перебувала далеко від свого чоловіка (Нуаду, Нехтана чи Елкмара; його ім'я достеменно не відоме) її звабив Дагда. Для того, щоб приховати їхній учинок він зробив так, що сонце впродовж дев'яти місяців залишалося в одному й тому самому положенні. За цей час Боанн народила сина на ім'я Енгус Мак Ок. Натомість для її чоловіка пройшов тільки один день, і він ні про що не дізнався. Інший сюжет вказує на те, що Боанн є не лише уособленням річки Бойн, але й також — її творцем.

## Ритуали і звичаї
Вважається, що води річки Боанн — Бойн наділені особливими цілющими та магічними властивостями. Наприклад, вірили, що той, хто у червні вип'є з її вод одразу стане провидцем і поетом.